# Lolium aristatum
Lolium aristatum é uma espécie de planta com flor pertencente à família Poaceae. 
A autoridade científica da espécie é (Willd.) Lag., tendo sido publicada em Genera et species plantarum 5. 1816.

## Portugal
Trata-se de uma espécie presente no território português, nomeadamente em Portugal Continental e no Arquipélago dos Açores.
Em termos de naturalidade é nativa de Portugal Continental e introduzida no Arquipélago dos Açores.

## Protecção
Não se encontra protegida por legislação portuguesa ou da Comunidade Europeia.